# VDB. Ik ben God niet
VDB. Ik ben God niet is een zevendelige sportdocumentaire over het leven van de Belgische wielrenner Frank Vandenbroucke. De documentaire werd uitgezonden van 22 april tot 3 juni 2019. In 2022 werd de documentaire opnieuw uitgezonden.

## Inhoud
De eerste aflevering gaat over zijn successen bij de jeugd. In de tweede aflevering gaat het over zijn eerste succesen bij de profs en de contractbreuk met de Lotto-ploeg en zijn tijd bij Mapei. In de derde aflevering gaat het over zijn tijd bij het Franse Cofidis waar hij voor het eerst begon te ontsporen. In de vierde aflevering gaat het over dopingbeschuldigingen van dokter Bernard Sainz en de daarop volgende depressie. In de vijfde afleveringen gaat het over de familiale, liefdes en sportieve problemen van Frank Vandenbroucke. In de zesde aflevering gaat het over de comeback na enkele moeilijke jaren. De laatste aflevering gaat over de laatste maanden van Vandenbroucke en zijn plotse dood.
Komen aan het woord: familie (dochter Cameron, moeder Chantal, vader Jean-Jacques, oom Jean-Luc, zus Sandra, schoonbroer Sebastien), Steve De Wolf, Ronny Vanmarcke, Nico Mattan, Patrick Lefevere, Johan Museeuw, Wilfried Peeters, Michel Wuyts, Yvan Vanmol, Wilfried Peeters, Dirk Nachtergaele, Lieven Maesschalck, Mark Vanlombeek, Paul De Geyter, Chris Peers, Joachim Schoonacker, Gilbert Cattoir, Jean-Michel Clatot, Joël Moerman, Eddy Bielen, Freddy Viaene, Françoise Deneckere, Jef Brouwers, Thoma Pieters en Jean-Claude Van Den Berghe.

## Afleveringen
| Afl. | Titel                        | Uitzending    | Kijkcijfers |
| ---- | ---------------------------- | ------------- | ----------- |
| 1.   | De geboorte van een kampioen | 22 april 2019 | 233.379     |
| 2.   | Il bimbo d’oro               | 29 april 2019 | 356.173     |
| 3.   | De ontsporing                | 6 mei 2019    | 272.510     |
| 4.   | De gevallen engel            | 13 mei 2019   | 280.124     |
| 5.   | Verslaafd aan succes         | 20 mei 2019   | 283.878     |
| 6.   | De comeback                  | 27 mei 2019   | 279.903     |
| 7.   | De onsterfelijke             | 3 juni 2019   | 316.254     |